# Elisefou
Elisefou ist ein Ort auf der Insel Upolu in Samoa, ein Vorort der Hauptstadt Apia.

## Geographie
Vaitele liegt zentral an der Nordküste der Insel, im Westen der Hauptstadt und an der Vaiusu Bay. Im Umkreis liegen die Siedlungen Vaigaga, Vaitele und Vaiusu.

## Klima
Das Klima ist tropisch heiß, wird jedoch von ständig wehenden Winden gemäßigt. Ebenso wie die anderen Orte von Samoa wird Elisefou gelegentlich von Zyklonen heimgesucht.